# Abbazia di San Ponzio
L'abbazia di San Ponzio (Abbaye Saint-Pons in francese) è un edificio di culto cattolico situato nella periferia della città francese di Nizza. È stata classificata monumento storico il 25 ottobre 1913. Insieme all'abbazia di Lerino è uno dei più antichi complessi monastici della Costa Azzurra.

## Storia
La tradizione locale vuole che l'abbazia sia stata fondata dal vescovo Siagrio, un'altra leggenda vuole che sia sorto sul luogo del martirio di San Ponzio. Pur restando le sue origini avvolte nel mistero è certo che sorse come monastero benedettino nella seconda metà dell'VIII secolo. Con l'arrivo dei saraceni sulle coste provenzali nel IX secolo iniziò per la regione un periodo di forte instabilità. Nel 890 Nizza fu assediata dai musulmani e l'abbazia di San Ponzio fu saccheggiata. Dopo l'espulsione dei saraceni dalla Provenza alla fine del X secolo il monastero poté finalmente fiorire diventando un importante centro politico, economico e culturale. I monaci di San Ponzio furono tra i principali fondatori di chiese e monasteri nel territorio nizzardo. Nell'XI secolo, con la comparsa di nuovi ordini monastici, il calo delle rendite e la progressiva indipendenza di molte pievi, l'abbazia entrò in una fase di declino. L'8 febbraio 1366, con una bolla papale di Urbano V, il monastero venne posto sotto l'autorità di quello di San Vittore di Marsiglia. Il 28 settembre 1388 sulla piazza antistante l'abbazia fu firmata la dedizione degli abitanti di Nizza ad Amedeo VII di Savoia. Nel 1543 il monastero fu saccheggiato dagli Ottomani durante l'assedio di Nizza.
Nel 1724 la chiesa fu completamente rifatta in stile barocco. Nel 1792 l'abbazia venne secolarizzata da Vittorio Amedeo III di Savoia al finire di garantire i numerosi prestiti contratti per la realizzazione di varie opere pubbliche. Dopo l'occupazione francese della città il complesso venne convertito in ospedale militare. Fu restituito alla diocesi nizzarda in seguito al concordato del 1801. In seguito ad un concordato siglato nel 1828 tra Carlo Felice di Savoia e papa leone XII l'abbazia di San Ponzio passò nelle mani dello Stato sardo pur conservando la sua destinazione di luogo di culto. Nel 1835, dopo un lungo restauro, s'insediarono nel complesso gli Oblati di Maria Vergine.
Dopo l'annessione di Nizza alla Francia nel 1860 l'abbazia passò nelle mani dello Stato francese. Nel 1908 il complesso, ormai degradato, fu acquistato dal comune nizzardo che lo convertì in un ospedale. La chiesa fu invece elevata al rango di parrocchia il 20 agosto 1914.